# 거문도뱃노래
거문도뱃노래는 대한민국 전라남도 거문도의 어민들이 고기를 잡으며 부르는 노동요다. 지방무형문화재 제1호로 지정되어 있다.

## 구성
고사소리:어선이 고기잡이를 나가기 전에 풍어를 비는 뜻에서 부르는 의식요. 자진모리 장단으로 길게 부른다.
술비소리:배의 밧줄을 꼬면서 부르는 소리. 3분박의 보통 빠르기의 3박자로 세마치 장단에 맞는다.
놋소리:어부들이 배를 타고 들고 나며 부르는 소리인데, 3분박의 좀 빠른 4박자로 늦은 자진모리에 맞는다.
월래소리:바다에 쳐놓았던 그물을 어부들이 힘을 모아 거둬올리면서 부르는 소리. 놋소리처럼 '미.솔.라.도.레'의 음 구성 미로 마치는 5음의 메나리소리이다. 뒷소리를 '월래보자(올려보자)'라기 때문에 월래소리라고 한다.
가래소리:그물에 걸려든 고기를 가래로 퍼담으며 부르는 소리. 3분박 좀 빠른 3박자로 세마치장단에 맞는다. 도 사공이 두 장단을 메기면 어부들이 두 장단을 '어낭성 가래야' 하고 받는다. 선율은 '놋소리'처럼 5음의 메나리소리이다.
씰소리:만선이 되어 돌아오면서 부르는 소리. 기능은 다른 고장의 <배치기 소리>와 같다.